# Iksookimia yongdokensis
Iksookimia yongdokensis es una especie de peces de la familia Cobitidae en el orden de los Cypriniformes.

## Morfología
• Los machos pueden llegar alcanzar los 8,9 cm de longitud total.

## Alimentación
Come  algas, crustáceos pequeños y  larvas de insectos acuáticos.

## Hábitat
Vive en zonas de clima templado.

## Distribución geográfica
Se encuentra al sudeste de Corea.